# Belluno
Belluno es una ciudad italiana, capital de la provincia homónima, ubicada en la región del Véneto, a unos 80  km al norte de Venecia. Su población estimada, al 31 de enero de 2021, es de 35,485 personas. Se encuentra cerca del río Piave, que cruza toda la provincia. La arquitectura de la ciudad es de estilo veneciano.

## Fracciones
Antole, Bes, Bolzano Bellunese, Caleipo-Sossai, Castion, Castoi, Cavessago, Cet, Chiesurazza, Cirvoi, Col di Piana, Col di Salce, Collungo, Cusighe, Faverga, Fiammoi, Giamosa, Giazzoi, Levego, Madeago, Miér, Nevegal, Orzes, Pedeserva,  Pra de Luni, Rivamaor, Safforze, Sala, Salce, San Pietro in Campo, Sopracroda, Sois, Sossai, Tassei, Tisoi, Vignole, Visome.

### Barrios urbanos
Baldenich, borgo Garibaldi (o via garibaldi), Borgo Piave, Borgo Prà, Cavarzano, Mussoi, San Lorenzo, Quartier Cadore, Feltre Maraga, San Francesco, Lambioi, Via Montegrappa, Via Cairoli.

## Historia
El nombre de la ciudad deriva del céltico belo-dunum, que significa "ciudad/fortaleza resplandeciente". El nombre se inspiró por la favorable ubicación dentro del valle.
Se cree que la población del área que hoy es Belluno era en gran parte venética con una minoría celta. Cuando los romanos empezaron a dirigirse hacia el norte y los Alpes, los celtas emigraron o fueron absorbidos. Juraron lealtad a Roma en el conflicto del 225 a. C. contra los galos, y también durante la invasión de Aníbal en la segunda guerra púnica.
Fundada alrededor de los años 220-200 a. C., la influencia inicial de Roma era militar y comercial. Estratégicamente localizada, la ciudad protegía a las ciudades del sur. También se convirtió en proveedora de hierro y cobre. Ya dentro de la esfera de influencia romana, la ciudad se incorporó jurídica y políticamente a la República Romana en el siglo II a. C.

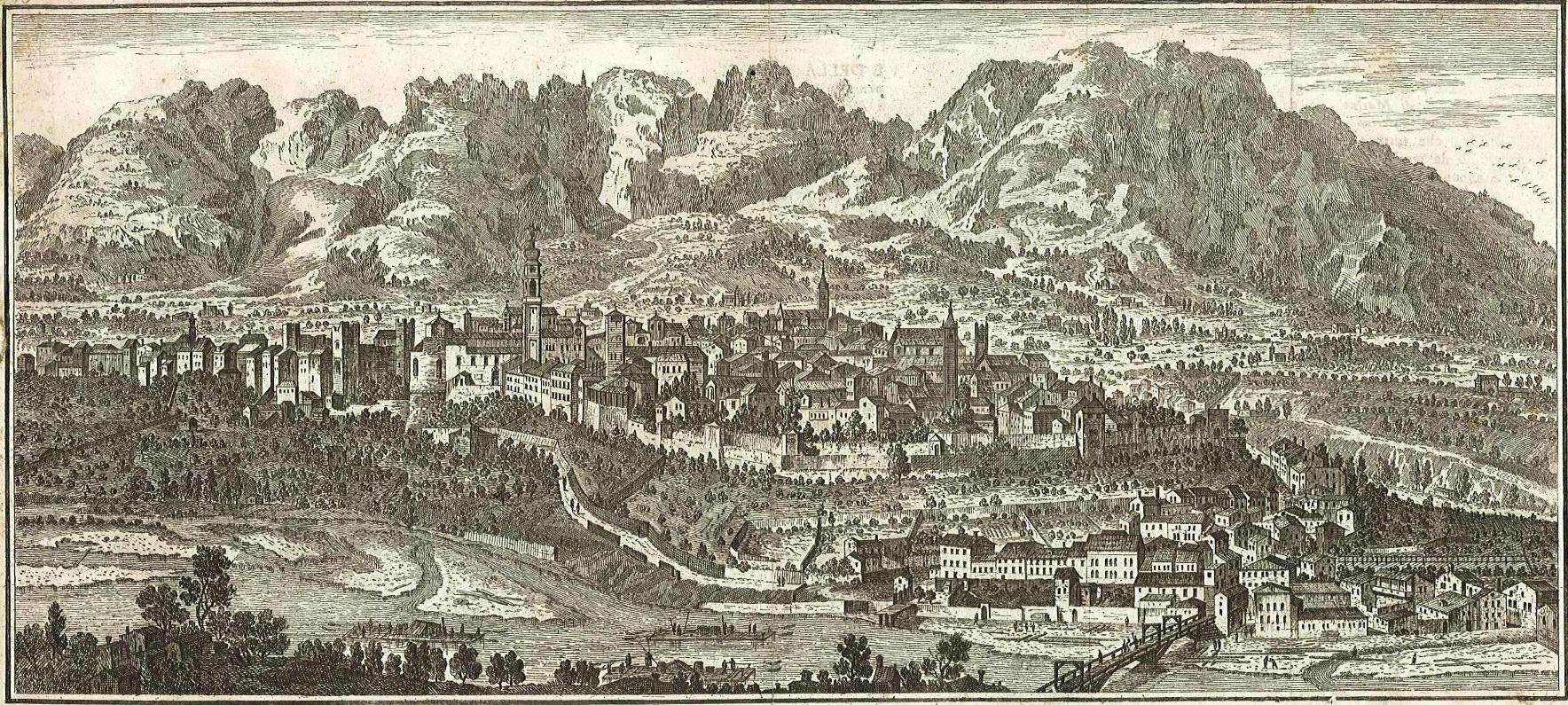
Belluno a mediados del

Después de la caída del imperio romano occidental, fue gobernada por los lombardos (siglo VI) y los carolingios (siglo VIII). El famoso Tesoro de Belluno en el Museo Británico data de este período. A partir de finales del siglo IX fue gobernada por un conde-obispo y recibió un castillo y una línea de murallas. Posteriormente fue posesión de la familia gibelina Ezzelino. Finalmente pasó a depender a la República de Venecia (1404). La ciudad fue desde entonces un centro importante para el transporte de madera desde el Cadore a través del río Piave. Permaneció veneciana hasta 1797.  Tras la caída de la República, Belluno fue una posesión austriaca, hasta que fue anexada al Reino de Italia en 1866. Es el lugar de nacimiento del papa Gregorio XVI.
La catedral de San Martín fue muy dañada durante el terremoto del Alpago de 1873, el cual destruyó una considerable parte de la ciudad, aunque el campanario permaneció de pie.

## Demografía
| Gráfica de evolución demográfica de Belluno entre 1861 y 2011 |
|                                                               |
| Fuente ISTAT - elaboración gráfica de Wikipedia               |